# Рифска република
Рифската република (на берберски: ⵜⴰⴳⴷⵓⴷⴰ ⵏ ⴰⵔⵔⵉⴼ, Tagduda n Arrif, официално Конфедеративната република на племената на Риф) е бивша република в северните части на Мароко, която съществува от 1921 до 1926 г. Създадена е през септември 1921 г., когато народите от региона Риф се вдигат на бунт и обявяват независимостта си от испанската окупация, както и от мароканския султан – Мулай Юсуф.

## Профил
Столицата на републиката е град Аждир, валутата ѝ е рифан, националният ден на независимостта ѝ е 18 септември, а населението ѝ е оценено на около 550 000 души. Независимостта на Рифската република е провъзгласена на 18 септември 1921 г., като Абд ел-Крим става президент. Формално републиката е учредена на 1 февруари 1923 г. с държавен глава Абд ел-Крим. Министър-председател от юли 1923 до 27 май 1926 г. е Хаж Хатми, а генерал Дрис Рифи Темсамани е обявен за баша или губернатор на Рифкста република. Тя се разпада на 27 май 1926 г. в резултат на испански и френски окупационни сили, след дългите и кръвопролитни битки в Рифската война, където се използват немски химически оръжия срещу берберите от испанците.

## История
Въпреки че берберите устояват на френските и испанските набези в Мароко, те са неспособни да консолидират силата си и многократно се връщат към етнически борби и племенни разделения. Бунтът, последвал Феския договор от 1912 г., се проваля, защото племенните съюзи срещу французите се разпадат след няколко месеца.
Абд ел-Крим, бивш кадия, става водач на берберите в Риф. Веднъж устроил властта и командването, той побеждава многократно испанците и ги изтласква назад. Той иска да създаде стабилна държава за берберите, която да ги защитава за дългите години борба. Изпраща дипломатически представители до Лондон и Париж в опит да установи дипломатически отношения с Европа.
Към края на 1925 г. французите и испанците създават съвместна група от половин милион души, подкрепяни от танкове и самолети. Понякога испанците използват химически оръжия, проектирани от немците. През май 1926 г. Рифската република се разпада, но рифските партизани продължават да се бият до 1927 г.